# Saint-Guilhem-le-Désert

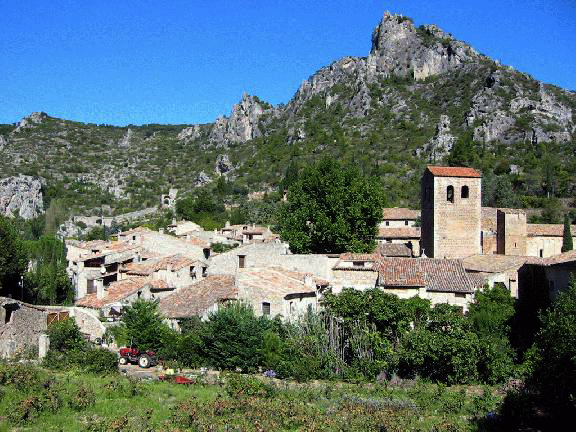
Panorama miejscowości

Saint-Guilhem-le-Désert – miejscowość i gmina we Francji, w regionie Oksytania, w departamencie Hérault.
Według danych na rok 1990 gminę zamieszkiwało 190 osób, a gęstość zaludnienia wynosiła 5 osób/km² (wśród 1545 gmin Langwedocji-Roussillon Saint-Guilhem-le-Désert plasuje się na 718. miejscu pod względem liczby ludności, natomiast pod względem powierzchni na miejscu 109.).